# .30-284 Winchester
Le calibre .30-284 Winchester dérive du .284 Winchester par élargissement du collet au calibre .30.
C'est une cartouche de chasse ou de tir qui est utilisée principalement en France  dans les armes de guerre rechambrées telles que le MAS 36, les mousquetons suisses (K11, G11, K31), le Mosin Nagant ou encore le mauser norvégien.
Le .30-284 W ressemble à la munition 7,5 mm GP11 suisse car elle a pratiquement les mêmes dimensions.
Il est à noter que selon l'arme utilisée, la balle va changer : on utilisera une balle de .308 dans le MAS 36 et dans les mousquetons suisses et une balle de .311 dans le Mosin Nagant (qui a un canon de 7,62 mm de diamètre).
Cette cartouche est simple à fabriquer, la douille de .284 Winchester est celle qui correspondra à toutes les armes rechambrées (pour les fusils suisses PPU fabrique des douilles de 7,5 suisse GP11 en amorçage boxer).

## Dimensions
- Diamètre du projectile : 7,85[2] mm
- Longueur de la douille[3] : 55,12 mm
- Longueur de la cartouche : 76,20 mm (maximum), 72 mm suivant la fiche CIP[2]

## Balistique
- Masse de la balle : variable, suivant type de balle utilisé.
- Vitesse initiale : variable, suivant le type de projectile utilisé.
- Énergie initiale : variable, suivant le type de projectile utilisé.